# Tarentola gomerensis
La tarantola di La Gomera (Tarentola gomerensis Joger & Bischoff, 1983) è un piccolo sauro appartenente alla famiglia Phyllodactylidae, endemico dell'isola di La Gomera.

## Descrizione

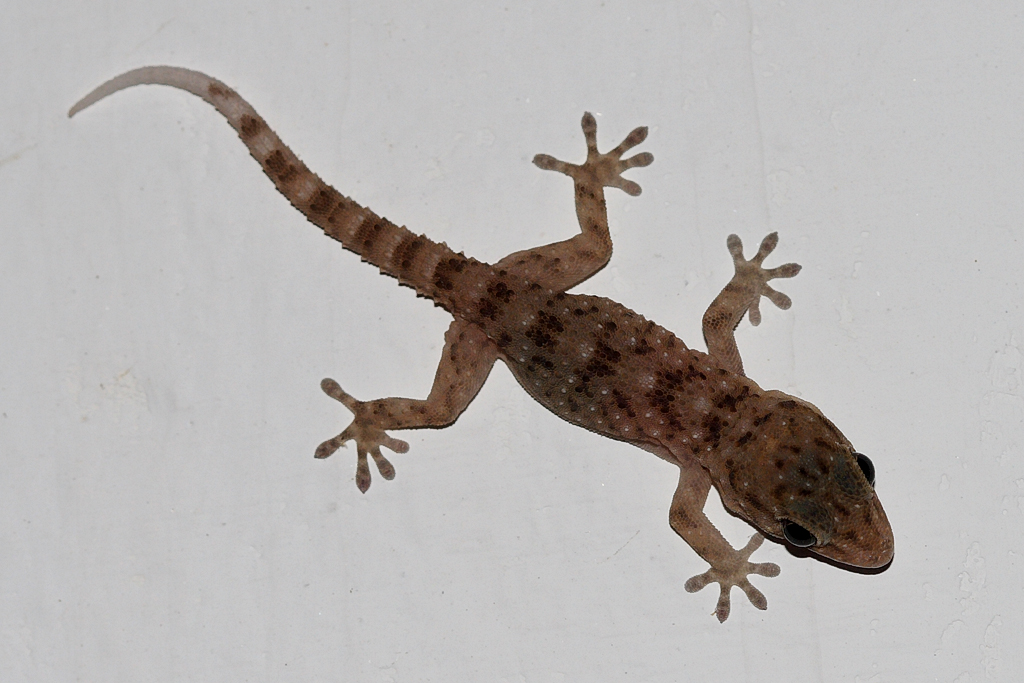

Rettile dalla sagoma tozza e schiacciata. I maschi raggiungono i 7,2 cm circa, le femmine 6,2 esclusa la coda. Il dorso è di colore grigio scuro, attraversato trasversalmente da sei strisce più scure. Esso è ricoperto di tubercoli dai bordi lisci che tendono a diventare seghettati nelle zone laterali e nei pressi della coda. Diversi tubercoli presentano delle sfumature bianche.
Sotto l'occhio, il cui colore varia tra l'argentato, il color rame e l'arancione, presenta una serie di squame appuntite.
Ciò che differenzia sostanzialmente le femmine dai maschi è la testa di dimensioni minori e la presenza di piccoli artigli retrattili sul primo, secondo e quinto dito.

## Biologia

### Comportamento
È una specie notturna, che di tanto in tanto può essere avvistata anche di giorno, mentre si riscalda sotto i raggi del sole.

### Alimentazione
Si ciba probabilmente di artropodi, secondo i dati ottenuti dagli esemplari in cattività.

### Riproduzione
Il periodo della riproduzione sarebbe compreso tra maggio ed agosto, nel quale possono accoppiarsi fino a 6 volte: una volta ogni 23 giorni circa, come è stato possibile osservare per gli esemplari tenuti in cattività. Di norma, viene deposto un solo uovo (massimo due), ricoperto poi di sabbia. Le uova misurano mediamente 13,5 mm in lunghezza e 10,5 in larghezza e pesano circa 830 mg. La temperatura esterna influisce sul periodo di incubazione e sul sesso dell'embrione. L'incubazione dura in media 80 giorni ad una temperatura di 28 °C; 60 giorni a 30 °C. L'embrione sviluppa il sesso maschile ad una temperatura compresa tra 22,4 °C e 26,5 °C; sviluppa, invece, il sesso femminile se compresa tra 27 °C e 30 °C.

### Predatori
Viene cacciata dal corvo imperiale (Corvus corax).

## Distribuzione e habitat
L'areale di T. gomerensis è limitato esclusivamente all'isola di La Gomera ed è inferiore a 5000 km². La specie è segnalata dal livello del mare fino a 1150 m di altitudine.
L'habitat è costituito da zone rocciose, muretti, campi coltivati e aree urbane.

## Conservazione
Nonostante la ristrettezza del suo areale, la densità della popolazione è molto elevata, per cui la IUCN Red List la considera una specie a rischio minimo (Least Concern).
La tarantola di La Gomera è protetta dalla legislazione internazionale ed è inserita nell'Allegato IV della Direttiva Habitat.